# Curtis Peak
Curtis Peak är en bergstopp i Antarktis. Den ligger i Västantarktis. Chile gör anspråk på området. Toppen på Curtis Peak är 1 432 meter över havet.
Terrängen runt Curtis Peak är kuperad åt nordväst, men åt sydost är den platt. Trakten är obefolkad. Det finns inga samhällen i närheten. 